# Solihull Challenger 1983
Il Solihull Challenger 1983 è stato un torneo di tennis facente parte della categoria ATP Challenger Series nell'ambito dell'ATP Challenger Series 1983. Il torneo si è giocato a Solihull in Gran Bretagna dal 2 all'8 maggio 1983 su campi in terra rossa.

## Vincitori

### Singolare
Robbie Venter ha battuto in finale  Broderick Dyke con il punteggio di 6–4, 3–6, 6–3

### Doppio
Andrew Jarrett /  Jonathan Smith hanno battuto in finale  Raymond Moore /  David Schneider con il punteggio di 6–2, 4–6, 6–4